# Цибульскис, Оскарс
Оскарс Цибульскис (латыш. Oskars Cibuļskis; род. 9 апреля 1988, Рига) — латвийский хоккеист, защитник. Воспитанник рижского хоккея. В настоящее время является игроком чешского клуба «Рытиржи Кладно».

## Карьера

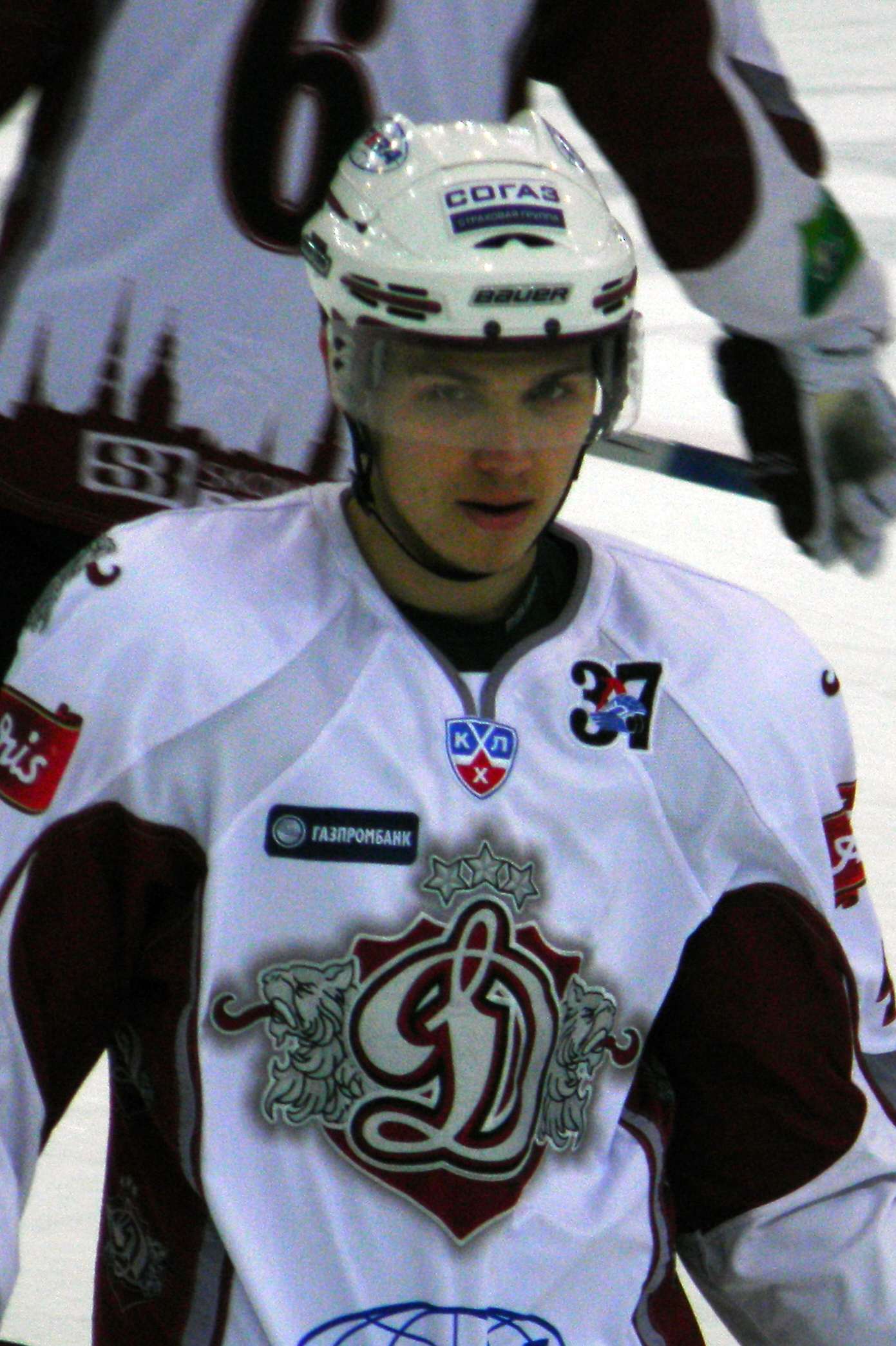
Оскарс Цибульскис в форме рижского «Динамо»

Оскарс Цибульскис начал свою профессиональную карьеру в 2004 году, когда он играл за латвийский хоккей клуб СК Рига 18, который является базовым клубом латвийской сборной U18. Следующие три сезона он провел за СК Рига 20, который, соответственно, является базовым клубом для сборной Латвии U20. В 2005-06 он сыграл две игры за ХК Рига 2000 в Белорусской экстралиге.
В сезоне 2007/08, Цибульскис подписал контракт с австрийской командой Ред Булл. Оскарс вернулся на родину перед началом следующего сезона 2009/10, когда он подписал контракт с Динамо Рига в КХЛ, 21 августа 2009 года.
После окончания «регулярки» в КХЛ клуб расторг с ним контракт.

## Достижения
- Обладатель Кубка Надежды 2013 года в составе «Динамо Рига».